# مستودع خردة

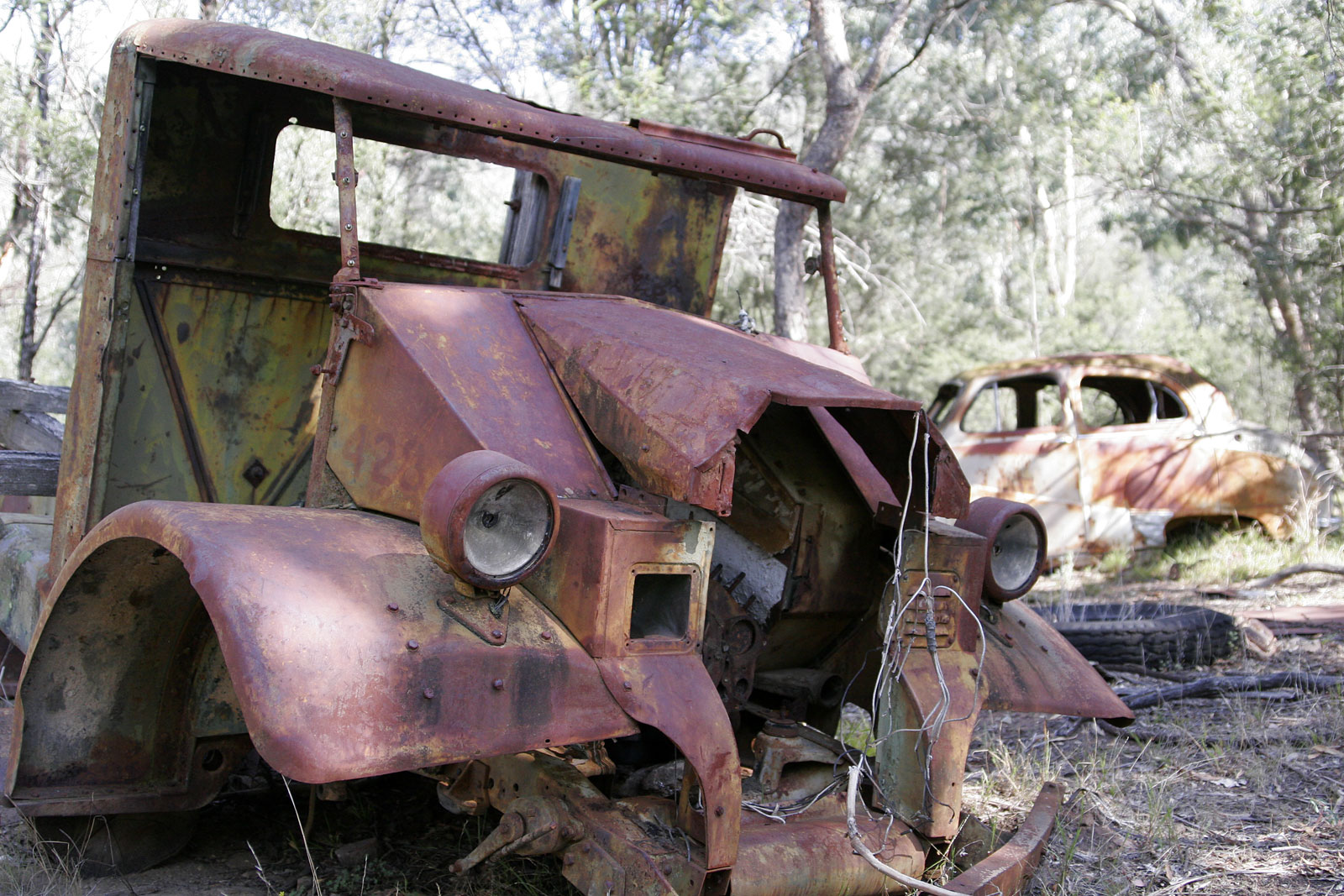
السيارات القديمة الصدئة

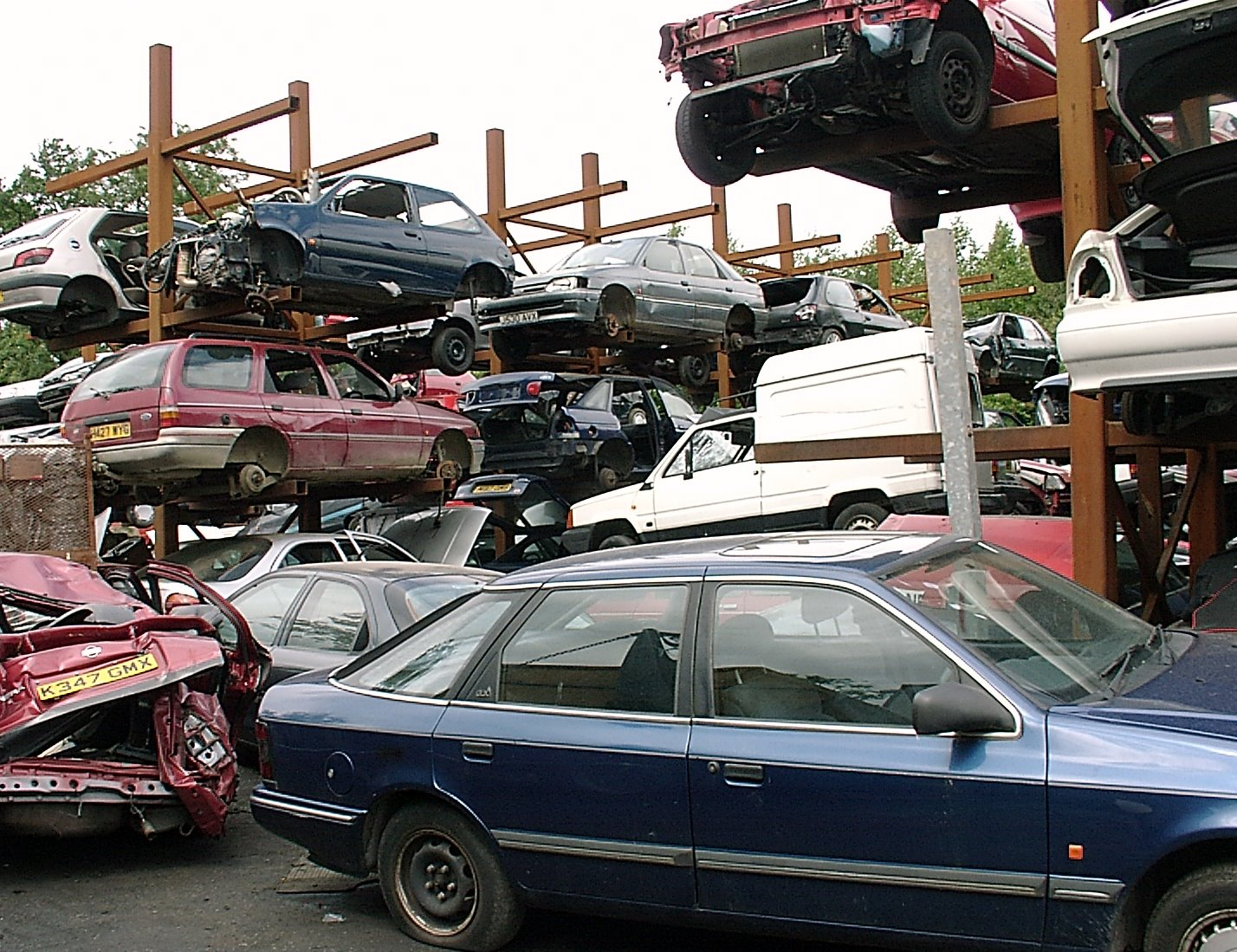
تكديس مبتكر في بريطانيا، ترتب السيارات على أعمدة حديدية لتسهيل إخراج القطع الصالحة

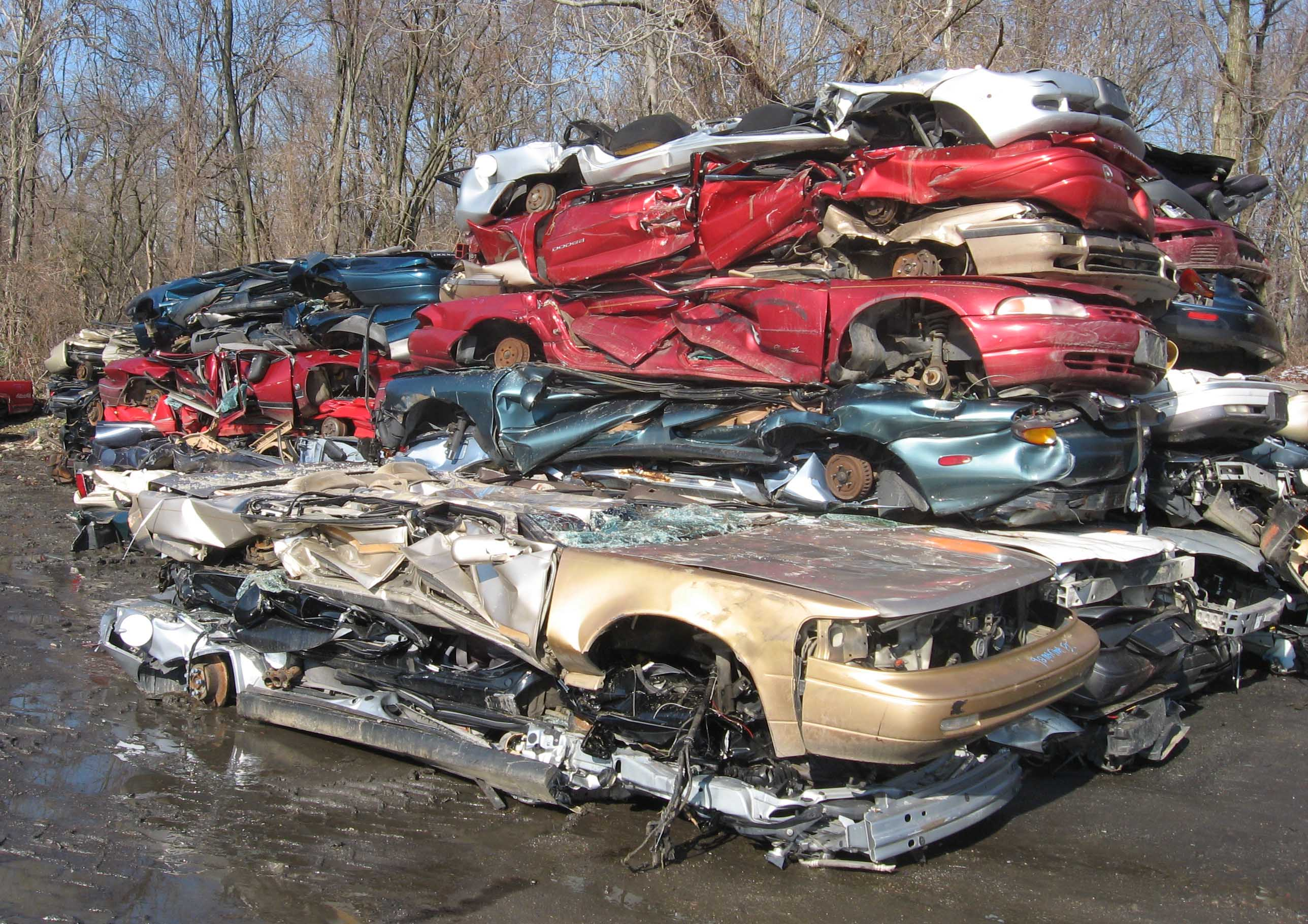
السيارات المكبوسة المخزنة في مقلب للخردة

مستودع خردة أو تشليح' هو مقبرة السيارات القديمة والمصدومة حيث يعاد استخدام القطع الصالحة كقطع غيار بينما يتم صهر هياكل السيارات التالفة ليتم تحويلها حديد خام بعد أن يتم كبسها.

## مقابر السيارات
إن «مقابر السيارات» هي أماكن لتخزين السيارات التي تم سحبها من أصحابها كأحراز في قضايا أو لعدم وجود بيانات خاصة بها أو لكونها مهربة جمركيا، ومنها السيارات المسروقة والمخالفة. وتظل السيارة في «المقبرة».
يقدّر الخبراء قيمة السيارات التي لم تستعمل والمنسية في مقابر السيارات بأكثر من عشرات المليارات، فهي ثروات مهدرة لا يستفيد منها غير اللصوص، فالمركبة والدراجة النارية التي لم ترخص تقوم إدارة المرور بتصديرها إلى المقبرة التابعة لها. وبنظرة عامة على مقبرة السيارات، يظن المرء أنها ليست لحفظ السيارات قبل تسليمها لأصحابها بل لـ«دفنها»، فالكثير منها أصبح عبارة عن «شبح سيارة» بعد أن فقدت قطعا منها وأصبحت هيكلا من المعدن، وهو ما يدل على أنها قد تم تفكيكها بصور غير قانونية وسُرقت قطع منها
ترك السيارات بهذه المقبرة يجعلها صيدا ثمينا للصوص، فبعد سرقة كافة محتوياتها وتركها لعوامل التعرية من أمطار وهواء إلى إصابتها بالصدأ، تصبح قطعة حديد لا تساوي شيئًا، والخاسر الوحيد في هذه المنظومة هي الدولة، فإذا استغلت الدولة هذه الثروات قبل تصديرها للمقبرة بدون عودة، لأدرت للدولة الكثير من الأموال وأنقذت هذه الثروات من الضياع.
ولكن من الناحية الأخرى شراء قطع الغيار المستعملة من مقابر السيارات او كما يسمى عند دول الخليج "التشاليح" خيارًا يلجأ إليه العديد من أصحاب السيارات عند تعطل مركباتهم، وذلك بسبب انخفاض التكلفة وسهولة الحصول على القطع مقارنةً بالجديدة. ففي بعض الحالات، قد لا تتوفر القطعة الجديدة لدى الوكيل أو تكون مرتفعة السعر بشكل كبير، مما يجعل التشاليح مصدرًا عمليًا للحصول على قطع بديلة. إضافة إلى ذلك، يساهم شراء قطع الغيار المستعملة في إعادة التدوير وتقليل الحاجة إلى تصنيع قطع جديدة، مما يخفض التكاليف والأثر البيئي لصناعة السيارات. ومع ذلك، قد يواجه المشتري مشكلات في جودة القطع أو ملاءمتها إذا لم يتبع معايير واضحة عند الشراء. لذا يُنصح بفحص حالة القطعة بعناية، والتأكد من توافقها مع السيارة عبر رقم الهيكل، والتحقق من وجود ضمان أو فترة تجربة، فضلًا عن التعامل مع بائعين موثوقين لتفادي المشاكل المستقبلية.